# A Zalaegerszegi TE FC 2023–2024-es szezonja
A Zalaegerszegi TE FC a 2023–2024-es szezonban az NB1-ben indul, miután a 2022–2023-as NB1-es szezonban kilencedik helyen zárta a bajnokságot.
A Konferencia Liga 2. selejtezőkörében nem kiemelt csapatként csatlakoztak be, miután megnyerték a 2022–2023-as Magyar Kupát. Ellenfelük a horvát Eszék csapata volt, akik ellen 3–1-es összesítéssel kiestek.
A MOL Magyar Kupába a 3. fordulóban csatlakoztak be, ellenfelük a harmadosztályú Cigánd együttese volt, akik ellen 0–4-es eredménnyel jutottak tovább. A legjobb 32 között a másodosztályú Szombathelyi Haladás volt az ellenfelük, akik ellen 1–2-es eredménnyel jutottak a nyolcaddöntőbe, ahol az NB I-es Diósgyőr volt az ellenfelük, de 4–2-es eredmény után kiestek a sorozatból.
Az NB I-ben 12 győzelemmel, 7 döntetlennel és 14 vereséggel a 9. helyen zártak.

## Változások a csapat keretében
A vastaggal jelzett játékosok felnőtt válogatottsággal rendelkeznek.

### Érkezők
| Dátum                | Név                 | Nemzet        | Poszt       | Kor | Honnan                  | Szerződés megnevezése    | Átigazolási időszak | Szerződés vége    | Átigazolás összege | Forrás |
| -------------------- | ------------------- | ------------- | ----------- | --- | ----------------------- | ------------------------ | ------------------- | ----------------- | ------------------ | ------ |
| 2023. június 16.     | Senkó Zsombor       | magyar        | kapus       | 20  | Diósgyőr (NB I)         | szabadon igazolható      | 2023. évi nyári     | 2025 + 1 év opció | ingyen             | [ 7 ]  |
| 2023. június 19.     | Soltész István      | magyar        | középpályás | 22  | Budafok (NB II)         | átigazolás               | 2023. évi nyári     | 2025 + 1 év opció | ingyen             | [ 8 ]  |
| 2023. június 21.     | Sajbán Máté         | magyar        | csatár      | 27  | Paks (NB I)             | átigazolás               | 2023. évi nyári     | 2025 + 1 év opció | ismeretlen összeg  | [ 9 ]  |
| 2023. augusztus 28.  | Josip Špoljarić     | horvát        | csatár      | 25  | Eszék (horvát I)        | átigazolás               | 2023. évi nyári     | 2025              | ingyen             | [ 10 ] |
| 2023. augusztus 28.  | Yohan Croizet       | francia       | középpályás | 31  | Újpest (NB I)           | kölcsön                  | 2023. évi nyári     | 2024              | –                  | [ 11 ] |
| 2023. augusztus 28.  | Sinan Medgyes       | magyar        | hátvéd      | 30  | Diósgyőr (NB I)         | szabadon igazolható      | 2023. évi nyári     | 2025 + 1 év opció | ingyen             | [ 12 ] |
| 2023. szeptember 1.  | Antonio Mance       | horvát        | csatár      | 28  | Debrecen (NB I)         | átigazolás               | 2023. évi nyári     | 2025              | ismeretlen összeg  | [ 13 ] |
| 2023. szeptember 6.  | Todor Todoroszki    | észak-macedón | hátvéd      | 24  | klub nélküli            | szabadon igazolható      | 2023. évi nyári     | 2024 + 1 év opció | ingyen             | [ 14 ] |
| 2023. szeptember 6.  | Várkonyi Bence      | magyar        | hátvéd      | 21  | MTK Budapest (NB I)     | kölcsön, vételi opcióval | 2023. évi nyári     | 2024              | –                  | [ 15 ] |
| 2023. szeptember 6.  | Sztéfanosz Evangélu | görög         | hátvéd      | 25  | Eszék (horvát I)        | kölcsön                  | 2023. évi nyári     | 2024              | –                  | [ 16 ] |
| 2023. szeptember 26. | Dombó Dávid         | magyar        | kapus       | 30  | klub nélküli            | szabadon igazolható      | 2023. évi nyári     | 2024              | ingyen             | [ 17 ] |
| 2024. január 10.     | Vogyicska Balázs    | magyar        | csatár      | 20  | Ferencváros II (NB III) | átigazolás               | 2024. évi téli      | 2025 + opció      | ismeretlen összeg  | [ 18 ] |
| 2024. január 14.     | Kiss Bence          | magyar        | középpályás | 24  | Kecskemét (NB I)        | átigazolás               | 2024. évi téli      | Nem publikus      | ismeretlen összeg  | [ 19 ] |
| 2024. február 5.     | Guy Hadida          | izraeli       | középpályás | 28  | Csornomorec (ukrán I)   | szabadon igazolható      | 2024. évi téli      | 2025              | ingyen             | [ 20 ] |
| 2024. február 9.     | Gruber Zsombor      | magyar        | csatár      | 19  | Ferencváros (NB I)      | kölcsön                  | 2024. évi téli      | 2024              | –                  | [ 21 ] |
| 2024. március 13.    | Mim Gergely         | magyar        | csatár      | 25  | Puskás Akadémia (NB I)  | kölcsön után végleg      | 2024. évi téli      | 2026              | ismeretlen összeg  | [ 22 ] |

### Kölcsönből visszatérők
| Dátum            | Név                 | Nemzet        | Poszt       | Kor | Honnan                       | Átigazolási időszak | Szerződés vége | Forrás |
| ---------------- | ------------------- | ------------- | ----------- | --- | ---------------------------- | ------------------- | -------------- | ------ |
| 2023. június 19. | Kiss Ágoston        | magyar        | kapus       | 22  | Nafta Lendva (szlovén II)    | 2023. évi nyári     | Nem publikus   | [ 23 ] |
| 2023. június 19. | Papp László         | magyar        | hátvéd      | 22  | Nafta Lendva (szlovén II)    | 2023. évi nyári     | 2024           | [ 23 ] |
| 2023. június 19. | Török Kevin         | magyar        | középpályás | 20  | Szentlőrinc (NB III)         | 2023. évi nyári     | Nem publikus   | [ 23 ] |
| 2023. június 19. | Daniel Milovanovikj | észak-macedón | csatár      | 24  | Tikves Kavadarci (macedón I) | 2023. évi nyári     | 2024           | [ 23 ] |
| 2023. június 30. | Gergely Botond      | román         | hátvéd      | 20  | Nafta Lendva (szlovén II)    | 2023. évi nyári     | 2026           | [ 24 ] |

### Utánpótlásból felkerültek
| Dátum           | Név             | Nemzet   | Poszt       | Kor | Átigazolási időszak | Szerződés vége |
| --------------- | --------------- | -------- | ----------- | --- | ------------------- | -------------- |
| 2023. július 1. | Tullner Péter   | magyar   | hátvéd      | 19  | 2023. évi nyári     | Nem publikus   |
| 2023. július 1. | Csóka Dominik   | magyar   | középpályás | 19  | 2023. évi nyári     | 2024           |
| 2023. július 1. | Philip Baloteli | nigériai | csatár      | 19  | 2023. évi nyári     | Nem publikus   |

### Távozók
| Dátum               | Név                 | Nemzet        | Poszt       | Kor | Hova                       | Szerződés megnevezése    | Átigazolási időszak | Szerződés vége    | Átigazolás összege | Forrás |
| ------------------- | ------------------- | ------------- | ----------- | --- | -------------------------- | ------------------------ | ------------------- | ----------------- | ------------------ | ------ |
| 2023. május 31.     | Kálnoki-Kis Dávid   | magyar        | hátvéd      | 31  | Honvéd (NB II)             | lejárt a szerződése      | 2023. évi nyári     | 2025              | ingyen             | [ 25 ] |
| 2023. május 31.     | Eros Grezda         | albán         | csatár      | 28  | Partizani (albán I)        | lejárt a szerződése      | 2023. évi nyári     | 2024              | ingyen             | [ 26 ] |
| 2023. június 12.    | Demjén Patrik       | magyar        | kapus       | 25  | MTK Budapest (NB I)        | átigazolás               | 2023. évi nyári     | 2026              | ismeretlen összeg  | [ 27 ] |
| 2023. június 19.    | Papp Csongor        | magyar        | középpályás | 18  | Vasas II (NB III)          | kölcsön                  | 2023. évi nyári     | 2024              | –                  | [ 28 ] |
| 2023. július 1.     | Gergely Botond      | román         | hátvéd      | 20  | Csíkszereda (román II)     | kölcsön                  | 2023. évi nyári     | 2024              | –                  | [ 24 ] |
| 2023. június 20.    | Boros Zsombor       | magyar        | középpályás | 18  | Kazincbarcika (NB II)      | kölcsön                  | 2023. évi nyári     | 2024              | –                  | [ 29 ] |
| 2023. július 19.    | Kiss Ágoston        | magyar        | kapus       | 22  | Tiszakécske (NB II)        | kölcsön                  | 2023. évi nyári     | 2024              | –                  | [ 30 ] |
| 2023. július 20.    | Németh Ervin        | magyar        | kapus       | 20  | Nafta Lendva (szlovén II)  | kölcsön                  | 2023. évi nyári     | 2024              | –                  | [ 31 ] |
| 2023. július 20.    | Sebestyén Lóránt    | magyar        | hátvéd      | 22  | Nafta Lendva (szlovén II)  | kölcsön                  | 2023. évi nyári     | 2024              | –                  | [ 31 ] |
| 2023. július 26.    | Papp László         | magyar        | hátvéd      | 22  | Mosonmagyaróvár (NB II)    | kölcsön                  | 2023. évi nyári     | 2024              | –                  | [ 32 ] |
| 2023. augusztus 24. | Mocsi Attila        | magyar        | hátvéd      | 23  | Rizespor (török I)         | átigazolás               | 2023. évi nyári     | 2027              | 785 000 €          | [ 33 ] |
| 2023. augusztus 27. | Tajti Mátyás        | magyar        | középpályás | 25  | Újpest (NB I)              | átigazolás               | 2023. évi nyári     | Nem publikus      | ismeretlen összeg  | [ 34 ] |
| 2023. szeptember 1. | Eduvie Ikoba        | amerikai      | csatár      | 25  | Viseu (portugál II)        | átigazolás               | 2023. évi nyári     | 2026              | ismeretlen összeg  | [ 35 ] |
| 2023. szeptember 6. | Gergényi Bence      | magyar        | hátvéd      | 25  | Fehérvár (NB I)            | átigazolás               | 2023. évi nyári     | 2025 + 1 év opció | ismeretlen összeg  | [ 36 ] |
| 2023. december 19.  | Todor Todoroszki    | észak-macedón | hátvéd      | 24  | Poli Iasi (román I)        | szabadon igazolható      | 2024. évi téli      | Nem publikus      | ingyen             | [ 37 ] |
| 2023. december 19.  | Daniel Milovanovikj | észak-macedón | csatár      | 25  | Brera Strumica (macedón I) | szabadon igazolható      | 2024. évi téli      | Nem publikus      | ingyen             | [ 37 ] |
| 2024. január 16.    | Klausz Milán        | magyar        | csatár      | 18  | Szeged (NB II)             | kölcsön                  | 2024. évi téli      | 2024              | –                  | [ 38 ] |
| 2024. február 8.    | Soltész István      | magyar        | középpályás | 23  | Budafok (NB II)            | kölcsön                  | 2024. évi téli      | 2024              | –                  | [ 39 ] |
| 2024. február 9.    | Szalay Szabolcs     | magyar        | csatár      | 21  | Vasas (NB II)              | kölcsön, vételi opcióval | 2024. évi téli      | 2024              | –                  | [ 40 ] |
| 2024. február 14.   | Huszti András       | magyar        | hátvéd      | 23  | Újpest (NB I)              | kölcsön                  | 2024. évi téli      | 2024              | –                  | [ 41 ] |

### Új szerződések
| Dátum             | Név                  | Nemzet   | Poszt       | Kor | Szerződés vége | Forrás |
| ----------------- | -------------------- | -------- | ----------- | --- | -------------- | ------ |
| 2023. május 31.   | Zoran Lesjak         | horvát   | hátvéd      | 35  | 2024           | [ 42 ] |
| 2023. július 10.  | Tajti Mátyás         | magyar   | középpályás | 25  | 2025           | [ 43 ] |
| 2024. április 30. | Meshack Ubochioma    | nigériai | csatár      | 22  | 2025           | [ 44 ] |
| 2024. május 2.    | Olekszandr Szafronov | ukrán    | hátvéd      | 24  | 2025           | [ 45 ] |

### Vezetőedző-váltások
| Távozott vezetőedző | A távozás indoka | A távozás ideje    | Helyezés a tabellán | Érkezett vezetőedző | A kinevezés ideje  | Forrás        |
| ------------------- | ---------------- | ------------------ | ------------------- | ------------------- | ------------------ | ------------- |
| Boér Gábor          | lemondott        | 2023. november 12. | 10. hely            | Márton Gábor        | 2023. november 13. | [ 46 ] [ 47 ] |

## Játékoskeret
Utolsó módosítás: 2024. május 24.
A vastaggal jelzett játékosok felnőtt válogatottsággal rendelkeznek.
A dőlttel jelzett játékosok kölcsönben szerepelnek a klubnál.
*A második csapatban is pályára lépő játékos.
**Kooperációs szerződéssel a Mosonmagyaróvár csapatában is pályára lépő játékos.
Az érték oszlopban szereplő , , és = jelek azt mutatják, hogy a Transfermarkt legutóbbi adatfrissítése előtti állapothoz képest mennyit  nőtt, csökkent a játékos értéke, vagy ha nem változott, akkor azt az = jel mutatja.
| Mezszám                | Név                  | Nemzetiség        | Születési hely     | Születési idő (kor)           | Korábbi csapat                  | Érték(€)           | Szerződés lejárta |
| Kapusok                | Kapusok              | Kapusok           | Kapusok            | Kapusok                       | Kapusok                         | Kapusok            | Kapusok           |
| ---------------------- | -------------------- | ----------------- | ------------------ | ----------------------------- | ------------------------------- | ------------------ | ----------------- |
| 1                      | Dombó Dávid          | magyar            | Pápa               | 1993. február 26. (32 éves)   | Vasas FC                        | 275 000 ( 50 000)  | 2024.06.30.       |
| 55                     | Senkó Zsombor*       | magyar            | Zalaegerszeg       | 2003. január 4. (22 éves)     | Diósgyőri VTK                   | 150 000 ( 50 000)  | 2025.06.30.       |
| 95                     | Gyurján Márton       | magyar            | Nyíregyháza        | 1995. január 1. (30 éves)     | Szombathelyi Haladás            | 175 000 (=)        | 2024.06.30.       |
| Védők                  |                      |                   |                    |                               |                                 |                    |                   |
| 4                      | Zoran Lesjak         | horvát            | Csáktornya         | 1988. február 1. (37 éves)    | NK Osijek                       | 50 000 (=)         | 2024.06.30.       |
| 5                      | Várkonyi Bence       | magyar            | Budapest           | 2002. március 18. (23 éves)   | MTK Budapest FC                 | 225 000 ( 50 000)  | 2024.06.30.       |
| 11                     | Szendrei Norbert     | magyar            | Nyíregyháza        | 2000. március 27. (25 éves)   | Fehérvár FC                     | 450 000 ( 125 000) | 2026.06.30.       |
| 21                     | Csóka Dániel         | magyar            | Zalaegerszeg       | 2000. április 4. (25 éves)    | AFC Wimbledon                   | 325 000 ( 25 000)  | 2025.06.30.       |
| 26                     | Tullner Péter**      | magyar            | Győr               | 2004. július 26. (20 éves)    | Győri ETO FC                    | 10 000 ( 15 000)   | Nem publikus      |
| 32                     | Sinan Medgyes        | magyar · szlovák  | Dunaszerdahely     | 1993. június 30. (32 éves)    | Diósgyőri VTK                   | 275 000 ( 25 000)  | 2025.06.30.       |
| 33                     | Olekszandr Szafronov | ukrán             | Zaporizzsja        | 1999. június 11. (26 éves)    | NK Nafta Lendava                | 400 000 ( 150 000) | 2025.06.30.       |
| 41                     | Sztéfanosz Evangélu  | görög             | Athén              | 1998. május 12. (27 éves)     | NK Osijek                       | 300 000 ( 50 000)  | 2024.06.30.       |
| Középpályások          |                      |                   |                    |                               |                                 |                    |                   |
| 10                     | Yohan Croizet        | francia           | Sarrebourg         | 1992. február 15. (33 éves)   | Újpest FC                       | 350 000 (=)        | 2024.06.30.       |
| 14                     | Kovács Barnabás      | magyar            | Dunaújváros        | 2002. november 14. (22 éves)  | Dunaújváros PASE                | 200 000 ( 25 000)  | 2025.06.30.       |
| 18                     | Bojan Sankovic       | MNE · horvát      | Knin               | 1993. november 21. (31 éves)  | Jertisz Pavlodar FK             | 350 000 (=)        | 2025.06.30.       |
| 23                     | Guy Hadida           | Izrael · portugál | Arad               | 1995. július 23. (30 éves)    | FK Csornomorec Odesza           | 250 000 ( 50 000)  | 2025.06.30.       |
| 27                     | Bedi Bence           | magyar            | Nagykanizsa        | 1996. november 14. (28 éves)  | Utánpótlásból került fel        | 275 000 ( 25 000)  | 2024.06.30.       |
| 49                     | Kiss Bence           | magyar            | Celldömölk         | 1999. július 1. (26 éves)     | Kecskeméti TE                   | 250 000 ( 75 000)  | Nem publikus      |
| Támadók                |                      |                   |                    |                               |                                 |                    |                   |
| 6                      | Mim Gergely          | magyar            | Pécs               | 1999. június 7. (26 éves)     | Puskás Akadémia FC              | 350 000 ( 50 000)  | 2026.06.30.       |
| 7                      | Josip Špoljarić      | horvát            | Eszék              | 1997. január 5. (28 éves)     | NK Osijek                       | 250 000 ( 50 000)  | 2025.06.30.       |
| 9                      | Sajbán Máté          | magyar            | Budapest           | 1995. december 19. (29 éves)  | Paksi FC                        | 325 000 ( 75 000)  | 2025.06.30.       |
| 19                     | Antonio Mance        | horvát            | Fiume              | 1995. augusztus 7. (29 éves)  | Debreceni VSC                   | 650 000 ( 150 000) | 2025.06.30.       |
| 29                     | Philip Baloteli*     | nigéria           | Nigéria, ?         | 2004. február 15. (21 éves)   | Mailantarki Care Sports Academy | 50 000 ( 40 000)   | Nem publikus      |
| 30                     | Gruber Zsombor       | magyar            | Győr               | 2004. szeptember 7. (20 éves) | Ferencvárosi TC                 | 350 000 (=)        | 2024.06.30.       |
| 70                     | Meshack Ubochioma    | nigéria           | Imo                | 2001. november 29. (23 éves)  | FESAL Academy                   | 250 000 (=)        | 2025.06.30.       |
| 71                     | Csóka Dominik**      | magyar            | Zalaegerszeg       | 2004. március 29. (21 éves)   | Utánpótlásból került fel        | 10 000 (=)         | 2024.06.30.       |
| 88                     | Vogyicska Balázs     | magyar            | Mohács             | 2003. február 27. (22 éves)   | Ferencváros II                  | 125 000 ( 50 000)  | 2025.06.30.       |
| 97                     | Németh Dániel**      | magyar            | Gyöngyös           | 2003. október 9. (21 éves)    | Budapest Honvéd FC              | 250 000 (=)        | 2025.06.30.       |
| Kölcsönadott játékosok |                      |                   |                    |                               |                                 |                    |                   |
| Név                    | Poszt                | Nemzetiség        | Születési hely     | Születési idő (kor)           | Kölcsönben itt                  | Érték (€)          | Kölcsön lejárta   |
| Kiss Ágoston           | kapus                | magyar            | Budapest           | 2001. március 14. (24 éves)   | Tiszakécskei LC                 | 100 000 (=)        | 2024.06.30.       |
| Németh Ervin           | kapus                | magyar            | Zalaegerszeg       | 2003. július 5. (22 éves)     | Nafta Lendva                    | 125 000 ( 50 000)  | 2024.06.30.       |
| Huszti András          | védő                 | magyar            | Pécs               | 2001. január 29. (24 éves)    | Újpest FC                       | 350 000 (=)        | 2024.06.30.       |
| Sebestyén Lóránt       | védő                 | magyar            | Keszthely          | 2001. január 29. (24 éves)    | Nafta Lendva                    | 50 000 ( 50 000)   | 2024.06.30.       |
| Gergely Botond         | védő                 | ROU · magyar      | Gyergyószentmiklós | 2003. január 11. (22 éves)    | FK Csíkszereda                  | 75 000 (=)         | 2024.06.30.       |
| Papp László            | védő                 | magyar            | Zalaegerszeg       | 2001. január 9. (24 éves)     | Mosonmagyaróvári TE             | 50 000 ( 25 000)   | 2024.06.30.       |
| Papp Csongor           | középpályás          | magyar            | Zalaegerszeg       | 2005. február 22. (20 éves)   | Vasas FC II                     | 50 000 (=)         | 2024.06.30.       |
| Soltész István         | középpályás          | magyar            | Budapest           | 2000. november 29. (24 éves)  | Budafoki MTE                    | 100 000 (=)        | 2024.06.30.       |
| Klausz Milán           | támadó               | magyar            | Komárom            | 2005. február 24. (20 éves)   | Szeged-Csanád GA                | 175 000 (=)        | 2024.06.30.       |
| Szalay Szabolcs        | támadó               | magyar            | Veszprém           | 2002. február 17. (23 éves)   | Vasas FC                        | 200 000 ( 75 000)  | 2024.06.30.       |

## Vezetőség és szakmai stáb
2024. január 10. szerint.
| Klubvezetés                            | Klubvezetés      | ZTE FC Szakmai stáb            | ZTE FC Szakmai stáb   | ZTE II Szakmai stáb                   | ZTE II Szakmai stáb |
| -------------------------------------- | ---------------- | ------------------------------ | --------------------- | ------------------------------------- | ------------------- |
| Elnök                                  | Végh Gábor       | Vezetőedző                     | Márton Gábor          | Vezetőedző                            | Koller Zoltán       |
| Megbízott cégvezető                    | Mocnek Mária     | Másodedző                      | Pisont István         | Másodedző                             | Baráth Martin       |
| Sportigazgató                          | Sallói István    | Másodedző                      | Vas László            | Kapusedző                             | Kópicz László       |
| Menedzsment                            | Menedzsment      | Erőnléti edző                  | Brian van der Steen   | Technikai vezető                      | Bojkovszky Bence    |
| Marketing és kommunikációs vezető      | Balázs Andrea    | Kapusedző                      | Vlaszák Géza          | Videóelemző                           | Hegedűs Olivér      |
| Gazdasági vezető                       | Farkas Nikoletta | Technikai vezető               | Török Márió           | Gyógytornász és fizioterapeuta        | Meidl Zalán         |
| Értékesítési vezető                    | Szűsz András     | Videóelemző                    | Pálfi Zoltán          | Utánpótlás                            | Utánpótlás          |
| Klub- és aréna menedzser               | Mezriczki Márk   | Gyógytornász és fizioterapeuta | Domiter Eszter        | Utánpótlás szakág- és akadémia vezető | Molnár Balázs       |
| Vezető scout                           | Makrai Márk      | Kit menedzser                  | Pálinkás-Zsámár Anita | Utánpótlás operatív vezető            | Tóth Ádám           |
| Marketing és kommunikációs koordinátor | Károly Anna      | Masszőr                        | Barabás Marcell       | Technikai asszisztens                 | Péter Péter         |
| Gazdasági manager                      | Dömötör Dorina   | Masszőr                        | Sánta Patrícia        |                                       |                     |
| Pénzügyi asszisztens                   | Harmath Zsanett  |                                |                       |                                       |                     |
| Szurkolói koordinátor                  | Sebők József     |                                |                       |                                       |                     |
| Általános koordinátor                  | Schroll Jenő     |                                |                       |                                       |                     |

## Statisztikák

### Összesített statisztika
A felkészülési mérkőzéseket nem vettük figyelembe.
| Statisztika                                      | Minden kiírás | OTP Bank Liga | MOL Magyar Kupa | Konferencia Liga                                                                                                   |
| ------------------------------------------------ | --- | --- | --- | --- |
| Lejátszott mérkőzés                              | 38 | 33 | 3 | 2 |
| Győzelem                                         | 14 | 12 | 2 | 0 |
| Döntetlen                                        | 7 | 7 | 0 | 0 |
| Vereség                                          | 17 | 14 | 1 | 2 |
| Szerzett gól                                     | 63 | 54 | 8 | 1 |
| Kapott gól                                       | 68 | 60 | 5 | 3 |
| Gólkülönbség                                     | –5 | –6 | +3 | –2 |
| Sárga lap                                        | 61 | 48 | 7 | 6 |
| Kiállítás                                        | 1 | 0 | 1 | 0 |
| Legtöbb gólt szerző játékos                      | Mance, 16 gól | Mance, 15 gól | Croizet, 3 gól | Ikoba, 1 gól |
| Legtöbbet figyelmeztetett játékos                | Evangélu, 8 figyelmeztetés                                                                                         | Evangélu, 8 figyelmeztetés                                                                                         | Szendrei N., 2 figyelmeztetés                                                                                      | 6 játékos, 1–1 figyelmeztetés                                                                                      |
| Legtöbbször pályára lépő játékos                 | Sanković, 36 mérkőzés (94.7%)                                                                                      | Sanković, 31 mérkőzés (93.9%)                                                                                      | 6 játékos, 3–3 mérkőzés (100%)                                                                                     | 12 játékos, 2–2 mérkőzés (100%)                                                                                    |
| Legtöbb pályán töltött idővel rendelkező játékos | Sanković, 2918 perc (85.3%)                                                                                        | Sanković, 2565 perc (86.3%)                                                                                        | Csóka Dá., 270 perc (100%)                                                                                         | 4 játékos, 180 perc (100%)                                                                                         |
| Legtöbb fiatalperccel rendelkező játékos         | Várkonyi Bence,1104 perc 13 mérkőzésen, mérkőzésenkénti átlag: 38,3 perc                                           | Várkonyi Bence,1104 perc 13 mérkőzésen, mérkőzésenkénti átlag: 38,3 perc                                           | — | — |
| Legtöbb gól egy mérkőzésen                       | 8 gól, 2–6, Ferencváros ellen hazai pályán, OTP Bank Liga (bajnokság), 6. forduló, 2023.09.03.                     | 8 gól, 2–6, Ferencváros ellen hazai pályán, OTP Bank Liga (bajnokság), 6. forduló, 2023.09.03.                     | 8 gól, 2–6, Ferencváros ellen hazai pályán, OTP Bank Liga (bajnokság), 6. forduló, 2023.09.03.                     | 8 gól, 2–6, Ferencváros ellen hazai pályán, OTP Bank Liga (bajnokság), 6. forduló, 2023.09.03.                     |
| Legnagyobb győzelem hazai pályán                 | 5–1, Diósgyőr, OTP Bank Liga (bajnokság), 26. forduló, 2024.03.30.                                                 | 5–1, Diósgyőr, OTP Bank Liga (bajnokság), 26. forduló, 2024.03.30.                                                 | 5–1, Diósgyőr, OTP Bank Liga (bajnokság), 26. forduló, 2024.03.30.                                                 | 5–1, Diósgyőr, OTP Bank Liga (bajnokság), 26. forduló, 2024.03.30.                                                 |
| Legnagyobb vereség hazai pályán                  | 2–6, Ferencváros ellen hazai pályán, OTP Bank Liga (bajnokság), 6. forduló, 2023.09.03.                            | 2–6, Ferencváros ellen hazai pályán, OTP Bank Liga (bajnokság), 6. forduló, 2023.09.03.                            | 2–6, Ferencváros ellen hazai pályán, OTP Bank Liga (bajnokság), 6. forduló, 2023.09.03.                            | 2–6, Ferencváros ellen hazai pályán, OTP Bank Liga (bajnokság), 6. forduló, 2023.09.03.                            |
| Legnagyobb győzelem idegenben                    | 0–4, Cigánd, Magyar Kupa, 3. forduló, 2023.09.16. 1–5, Újpest, OTP Bank Liga (bajnokság), 27. forduló, 2024.04.05. | 0–4, Cigánd, Magyar Kupa, 3. forduló, 2023.09.16. 1–5, Újpest, OTP Bank Liga (bajnokság), 27. forduló, 2024.04.05. | 0–4, Cigánd, Magyar Kupa, 3. forduló, 2023.09.16. 1–5, Újpest, OTP Bank Liga (bajnokság), 27. forduló, 2024.04.05. | 0–4, Cigánd, Magyar Kupa, 3. forduló, 2023.09.16. 1–5, Újpest, OTP Bank Liga (bajnokság), 27. forduló, 2024.04.05. |
| Legnagyobb vereség idegenben                     | 5–1, DVSC, OTP Bank Liga (bajnokság), 25. forduló, 2024.03.17.                                                     | 5–1, DVSC, OTP Bank Liga (bajnokság), 25. forduló, 2024.03.17.                                                     | 5–1, DVSC, OTP Bank Liga (bajnokság), 25. forduló, 2024.03.17.                                                     | 5–1, DVSC, OTP Bank Liga (bajnokság), 25. forduló, 2024.03.17.                                                     |
| Legmagasabb nézőszám hazai pályán                | 9.068, Ferencváros, OTP Bank Liga (bajnokság), 28. forduló, 2024.04.14.                                            | 9.068, Ferencváros, OTP Bank Liga (bajnokság), 28. forduló, 2024.04.14.                                            | 9.068, Ferencváros, OTP Bank Liga (bajnokság), 28. forduló, 2024.04.14.                                            | 9.068, Ferencváros, OTP Bank Liga (bajnokság), 28. forduló, 2024.04.14.                                            |
| Legalacsonyabb nézőszám hazai pályán             | 1.198, Mezőkövesd, OTP Bank Liga (bajnokság), 20. forduló, 2024.02.11.                                             | 1.198, Mezőkövesd, OTP Bank Liga (bajnokság), 20. forduló, 2024.02.11.                                             | 1.198, Mezőkövesd, OTP Bank Liga (bajnokság), 20. forduló, 2024.02.11.                                             | 1.198, Mezőkövesd, OTP Bank Liga (bajnokság), 20. forduló, 2024.02.11.                                             |
| Veretlenségi sorozat                             | 5 mérkőzés, 2024.02.03-tól (Zalaegerszeg–Fehérvár 3–1) 2024.02.24-ig (Zalaegerszeg–Kecskemét 3–1)                  | 5 mérkőzés, 2024.02.03-tól (Zalaegerszeg–Fehérvár 3–1) 2024.02.24-ig (Zalaegerszeg–Kecskemét 3–1)                  | 5 mérkőzés, 2024.02.03-tól (Zalaegerszeg–Fehérvár 3–1) 2024.02.24-ig (Zalaegerszeg–Kecskemét 3–1)                  | 5 mérkőzés, 2024.02.03-tól (Zalaegerszeg–Fehérvár 3–1) 2024.02.24-ig (Zalaegerszeg–Kecskemét 3–1)                  |
| Nyeretlenségi sorozat                            | 6 mérkőzés, 2023.08.13-tól (DVSC–Zalaegerszeg 1–0) 2023.09.29-ig (Zalaegerszeg–Puskás Akadémia 1–1),               | 6 mérkőzés, 2023.08.13-tól (DVSC–Zalaegerszeg 1–0) 2023.09.29-ig (Zalaegerszeg–Puskás Akadémia 1–1),               | 6 mérkőzés, 2023.08.13-tól (DVSC–Zalaegerszeg 1–0) 2023.09.29-ig (Zalaegerszeg–Puskás Akadémia 1–1),               | 6 mérkőzés, 2023.08.13-tól (DVSC–Zalaegerszeg 1–0) 2023.09.29-ig (Zalaegerszeg–Puskás Akadémia 1–1),               |
| Bajnoki pontok száma (csak OTP Bank Liga)        | 43 pont a megszerezhető 99 pontból (43.4%)                                                                         | 43 pont a megszerezhető 99 pontból (43.4%)                                                                         | — | — |

### Játékosstatisztikák
Ezek a statisztikák csak az OTP Bank Ligára vonatkoznak.

#### Gólok
| Helyezés | Játékos              | Lőtt gólok |
| -------- | -------------------- | ---------- |
| 1.       | Antonio Mance        | 15         |
| 2.       | Yohan Croizet        | 9          |
| 3.       | Sajbán Máté          | 6          |
| 4.       | Mim Gergely          | 5          |
| 5.       | Gruber Zsombor       | 3          |
| 6.       | Bedi Bence           | 2          |
| 6.       | Németh Dániel        | 2          |
| 6.       | Josip Špoljarić      | 2          |
| 9.       | Csóka Dániel         | 1          |
| 9.       | Sztéfanosz Evangélu  | 1          |
| 9.       | Kiss Bence           | 1          |
| 9.       | Medgyes Sinan        | 1          |
| 9.       | Olekszandr Szafronov | 1          |
| 9.       | Szendrei Norbert     | 1          |
| 9.       | Tajti Mátyás         | 1          |
| 9.       | Meshack Ubochioma    | 1          |

#### Gólpasszok
| Helyezés | Játékos              | Gólpasszok |
| -------- | -------------------- | ---------- |
| 1.       | Antonio Mance        | 7          |
| 2.       | Bedi Bence           | 5          |
| 2.       | Kiss Bence           | 5          |
| 4.       | Yohan Croizet        | 4          |
| 4.       | Sajbán Máté          | 4          |
| 6.       | Szendrei Norbert     | 3          |
| 7.       | Mim Gergely          | 2          |
| 7.       | Németh Dániel        | 2          |
| 7.       | Guy Hadida           | 2          |
| 10.      | Sztéfanosz Evangélu  | 1          |
| 10.      | Huszti András        | 1          |
| 10.      | Eduvie Ikoba         | 1          |
| 10.      | Kovács Barnabás      | 1          |
| 10.      | Klausz Milán         | 1          |
| 10.      | Medgyes Sinan        | 1          |
| 10.      | Olekszandr Szafronov | 1          |
| 10.      | Szalay Szabolcs      | 1          |
| 10.      | Vogyicska Balázs     | 1          |
| 10.      | Meshack Ubochioma    | 1          |

#### Öngólok
| Helyezés | Játékos             | Öngólok |
| -------- | ------------------- | ------- |
| 1.       | Sztéfanosz Evangélu | 2       |
| 2.       | Várkonyi Bence      | 1       |

#### Sárgalapok
| Helyezés | Játékos              | Sárgalap |
| -------- | -------------------- | -------- |
| 1.       | Sztéfanosz Evangélu  | 8        |
| 2.       | Kiss Bence           | 4        |
| 2.       | Medgyes Sinan        | 4        |
| 2.       | Mim Gergely          | 4        |
| 5.       | Bedi Bence           | 3        |
| 5.       | Csóka Dániel         | 3        |
| 5.       | Antonio Mance        | 3        |
| 5.       | Olekszandr Szafronov | 3        |
| 5.       | Szendrei Norbert     | 3        |
| 10.      | Németh Dániel        | 2        |
| 10.      | Bojan Sankovic       | 2        |
| 10.      | Todor Todoroszki     | 2        |
| 13.      | Dombó Dávid          | 1        |
| 13.      | Eduvie Ikoba         | 1        |
| 13.      | Kovács Barnabás      | 1        |
| 13.      | Zoran Lesjak         | 1        |
| 13.      | Daniel Milovanovikj  | 1        |
| 13.      | Várkonyi Bence       | 1        |
| 13.      | Meshack Ubochioma    | 1        |

#### Kapusstatisztika
| Játékos        | Mérkőzés    | Bekapott gólok | Gól nélkül lehozott találkozók |
| -------------- | ----------- | -------------- | ------------------------------ |
| Dombó Dávid    | 22 mérkőzés | 33             | 4                              |
| Senkó Zsombor  | 7 mérkőzés  | 17             | 1                              |
| Gyurján Márton | 5 mérkőzés  | 10             | 0                              |

#### Edzői statisztika
| Edző         | Mérkőzés | Gy | D | V | RG | KG | GK  | GY%    |
| ------------ | -------- | -- | - | - | -- | -- | --- | ------ |
| Boér Gábor   | 13       | 3  | 2 | 8 | 16 | 30 | –14 | 23.07% |
| Márton Gábor | 20       | 9  | 5 | 6 | 38 | 30 | +8  | 45%    |

#### Ellenfél statisztika
| Csapat              | Mérkőzés | Gy | D | V | RG | KG | GK | GY% |
| ------------------- | -------- | -- | - | - | -- | -- | -- | --- |
| Debreceni VSC       | 3        | 0  | 0 | 3 | 2  | 8  | –6 | 0%  |
| Diósgyőri VTK       | 3        | 2  | 0 | 1 | 9  | 4  | +5 | 66% |
| Fehérvár FC         | 3        | 1  | 2 | 0 | 7  | 5  | +2 | 33% |
| Ferencvárosi TC     | 3        | 0  | 0 | 3 | 4  | 12 | –8 | 0%  |
| Kecskeméti TE       | 3        | 1  | 0 | 2 | 5  | 6  | –1 | 33% |
| Kisvárda FC         | 3        | 1  | 0 | 2 | 1  | 3  | –2 | 33% |
| Mezőkövesd Zsóry FC | 3        | 2  | 1 | 0 | 5  | 4  | +1 | 66% |
| MTK Budapest FC     | 3        | 1  | 1 | 1 | 4  | 5  | –1 | 33% |
| Paksi FC            | 3        | 1  | 1 | 1 | 6  | 10 | –4 | 33% |
| Puskás AFC          | 3        | 2  | 1 | 0 | 3  | 1  | +2 | 66% |
| Újpest FC           | 3        | 1  | 1 | 1 | 7  | 4  | +3 | 33% |

#### UEFA együtthatók
2024. május 15. szerint.
| Klub                | Helyezés |
| ------------------- | -------- |
| Debreceni VSC       | 294.     |
| Kecskeméti TE       | 295.     |
| Zalaegerszegi TE FC | 295.     |
| Kisvárda FC         | 297.     |

### Nézőszámok

#### Hazai nézőszámok
| Ellenfél            | Forduló     | Nézőszám |
| ------------------- | ----------- | -------- |
| Ferencvárosi TC     | 28. forduló | 9068     |
| Ferencvárosi TC     | 6. forduló  | 5313     |
| Paksi FC            | 32. forduló | 3411     |
| Diósgyőri VTK       | 26. forduló | 3310     |
| Paksi FC            | 10. forduló | 3277     |
| Puskás AFC          | 8. forduló  | 2872     |
| Diósgyőri VTK       | 4. forduló  | 2792     |
| Kecskeméti TE       | 22. forduló | 2588     |
| Puskás AFC          | 30. forduló | 2559     |
| Fehérvár FC         | 18. forduló | 2477     |
| Kisvárda FC         | 1. forduló  | 2314     |
| MTK Budapest FC     | 24. forduló | 2124     |
| Debreceni VSC       | 14. forduló | 1914     |
| MTK Budapest FC     | 2. forduló  | 1823     |
| Újpest FC           | 16. forduló | 1755     |
| Mezőkövesd Zsóry FC | 20. forduló | 1198     |
| Összesen            | Összesen    | 48 795   |

#### Idegenbeli nézőszámok
| Ellenfél            | Forduló     | Nézőszám |
| ------------------- | ----------- | -------- |
| Ferencvárosi TC     | 17. forduló | 7017     |
| Újpest FC           | 27. forduló | 6321     |
| Debreceni VSC       | 3. forduló  | 5011     |
| Újpest FC           | 5. forduló  | 4003     |
| Debreceni VSC       | 25. forduló | 4002     |
| Fehérvár FC         | 29. forduló | 3756     |
| Diósgyőri VTK       | 15. forduló | 3652     |
| Fehérvár FC         | 7. forduló  | 2656     |
| Kecskeméti TE       | 11. forduló | 2487     |
| Kecskeméti TE       | 33. forduló | 2461     |
| MTK Budapest FC     | 13. forduló | 1923     |
| Paksi FC            | 21. forduló | 1901     |
| Kisvárda FC         | 12. forduló | 1820     |
| Mezőkövesd Zsóry FC | 9. forduló  | 1597     |
| Kisvárda FC         | 23. forduló | 1585     |
| Mezőkövesd Zsóry FC | 31. forduló | 1320     |
| Puskás AFC          | 19. forduló | 1234     |
| Összesen            | Összesen    | 52 746   |

## Konferencia Liga

### 2. selejtezőkör
| 2023. július 27. 20:00 |

| NK Osijek | 1 – 0               | Zalaegerszegi TE FC |
| --------- | ------------------- | ------------------- |
|           | (0 – 0) Jegyzőkönyv | Ramón Miérez 90+1'  |

| Széktói Stadion, Eszék (Horvátország) Nézőszám: 12011 Játékvezető: Bastian Dankert |

| 2023. augusztus 3. 18:45 |

| Zalaegerszegi TE FC | 1 – 2               | NK Osijek                             |
| ------------------- | ------------------- | ------------------------------------- |
| Eduvie Ikoba 82'    | (0 – 1) Jegyzőkönyv | Gergényi Bence 9' Josip Špoljarić 73' |

| ZTE Aréna, Zalaegerszeg (Magyarország) Nézőszám: 5347 Játékvezető: Gal Leibovitz |

## OTP Bank Liga
| Hely. | Csapat                 | M  | Gy | D  | V  | G+ | G– | Gk  | P  | Továbbjutás vagy kiesés                |
| ----- | ---------------------- | -- | -- | -- | -- | -- | -- | --- | -- | -------------------------------------- |
| 1.    | Ferencvárosi TC CV B   | 33 | 23 | 5  | 5  | 80 | 30 | +50 | 74 | UEFA Bajnokok Ligája, 1. selejtezőkör  |
| 2.    | Paks KGY               | 33 | 17 | 7  | 9  | 51 | 42 | +9  | 58 | Európa-liga, 1. selejtezőkör           |
| 3.    | Puskás Akadémia        | 33 | 15 | 10 | 8  | 60 | 35 | +25 | 55 | UEFA Konferencia Liga, 2. selejtezőkör |
| 4.    | Fehérvár               | 33 | 16 | 6  | 11 | 55 | 40 | +15 | 54 | UEFA Konferencia Liga, 2. selejtezőkör |
| 5.    | Debreceni VSC          | 33 | 14 | 6  | 13 | 49 | 48 | +1  | 48 |                                        |
| 6.    | Kecskeméti TE          | 33 | 13 | 6  | 14 | 45 | 45 | 0   | 45 |                                        |
| 7.    | Diósgyőri VTK Ú        | 33 | 12 | 9  | 12 | 50 | 56 | −6  | 45 |                                        |
| 8.    | MTK Budapest Ú         | 33 | 12 | 8  | 13 | 43 | 62 | −19 | 44 |                                        |
| 9.    | Zalaegerszegi TE       | 33 | 12 | 7  | 14 | 54 | 60 | −6  | 43 |                                        |
| 10.   | Újpest                 | 33 | 11 | 4  | 18 | 45 | 67 | −22 | 37 |                                        |
| 11.   | Kisvárda Master Good K | 33 | 9  | 4  | 20 | 40 | 55 | −15 | 31 | NB II                                  |
| 12.   | Mezőkövesd Zsóry K     | 33 | 5  | 6  | 22 | 31 | 63 | −32 | 21 | NB II                                  |